# Балликасл (Мейо)
Балликасл (англ. Ballycastle; ирл. Baile an Chaisil, «замковый город») — деревня в Ирландии, находится в графстве Мейо (провинция Коннахт). Была основана в 1797 году.

## Демография
Население — 215 человек (по переписи 2006 года). В 2002 году население было 249 человек.
Данные переписи 2006 года:
| Общие демографические показатели |               |                               |                               |      |      |
| Всё население                    | Всё население | Изменения населения 2002—2006 | Изменения населения 2002—2006 | 2006 | 2006 |
| 2002                             | 2006          | чел.                          | %                             | муж. | жен. |
| 249                              | 215           | −34                           | −13,7                         | 98   | 117  |